# 1950 في فنزويلا
فيما يلي قوائم الأحداث التي وقعت خلال عام 1950 في فنزويلا.

## سياسة

### تعيين في المنصب
- 27 نوفمبر – جيرمان فلاميريش رئيس فنزويلا.

### انتهاء فترة المنصب
- 13 نوفمبر – كارلوس دلغادو شالبود رئيس فنزويلا.

## مواليد

### فبراير
- 13 فبراير – هنري مارتينيز ملحن فنزويلي.

### أبريل
- 19 أبريل – بيلا لا روزا

### مايو
- 22 مايو – ألفريدو تورو هاردي دبلوماسي فنزويلي.

### نوفمبر
- 20 نوفمبر – فرنسيسكو أرياس كارديناس سياسي فنزويلي.

## وفيات

### يناير
- 1 يناير – كارلوس لوبيز بوستامينت (مواليد 1890) صحفي فنزويلي.

### نوفمبر
- 13 نوفمبر – كارلوس دلغادو شالبود (مواليد 1909) سياسي فنزويلي.